# 2007年の日本公開映画
- 映画 > 映画の一覧 > 年度別日本公開映画 > 2007年の日本公開映画
- 映画 > 2007年の映画 > 2007年の日本公開映画

2007年の日本公開映画（2007ねんのにほんこうかいえいが）では、2007年（平成19年）1月1日から同年12月31日までに日本で商業公開された映画の一覧を記載。作品名の右の丸括弧内は製作国を示す。
記載の凡例については年度別日本公開映画#凡例を参照

## 作品一覧

### 1月
- 2日
  - 恋人たちの失われた革命（ フランス）
- 4日
  - こおろぎ嬢（ 日本）
  - 虹色★ロケット（ 日本）
- 6日
  - シー・ノー・イーヴル/肉鉤のいけにえ（ アメリカ合衆国）
  - 山田広野のサバイバル・ビーチ（ 日本）
- 13日
  - ラッキーナンバー7（ アメリカ合衆国）
  - 沈黙の奪還（ アメリカ合衆国）
  - モンスター・ハウス（ アメリカ合衆国/アニメ）
  - jackass number two（ アメリカ合衆国）
  - 愛の流刑地（ 日本）
  - 悪夢探偵（ 日本）
  - シネマ歌舞伎 京鹿子娘二人道成寺（ 日本）
  - 子宮の記憶 ここにあなたがいる（ 日本）
  - 刺青 堕ちた女郎蜘蛛（ 日本）
  - スキトモ（ 日本）
  - パイルドライバー（ 日本）
  - ハミングライフ（ 日本）
  - 妖怪奇談（ 日本）
- 20日
  - ディパーテッド（ アメリカ合衆国）
  - マリー・アントワネット（ アメリカ合衆国）
  - 不都合な真実（ アメリカ合衆国）
  - マイ・シネマトグラファー（ アメリカ合衆国）
  - ブラザーズ・オブ・ザ・ヘッド（ イギリス）
  - ラフ・カット&レディ・ダブド（ イギリス）
  - エレクション（ 香港）
  - マジシャンズ（ 韓国）
  - 朱霊たち（ 日本）
  - それでもボクはやってない（ 日本）
  - 筆子・その愛 -天使のピアノ-（ 日本）
  - 僕は妹に恋をする（ 日本）
- 27日
  - 幸せのちから（ アメリカ合衆国）
  - フリーダムランド（ アメリカ合衆国）
  - ワサップ!（ アメリカ合衆国）
  - グアンタナモ、僕達が見た真実（ イギリス）
  - ルワンダの涙（ イギリス・ ドイツ）
  - 輝く夜明けに向かって（ フランス・ イギリス・ 南アフリカ共和国・ アメリカ合衆国）
  - フィレーネのキライなこと（ オランダ）
  - 夏物語（ 韓国）
  - あなたを忘れない（ 日本・ 韓国）
  - FM89.3（ 日本）
  - over8（ 日本）
  - おばちゃんチップス（ 日本）
  - 幸福な食卓（ 日本）
  - 炬燵猫（ 日本）
  - 魂萌え!（ 日本）
  - どろろ（ 日本）
  - ユメ十夜（ 日本）
  - Life（ 日本）
- 28日
  - キムチを売る女（ 韓国・ 中国）

### 2月
- 3日
  - ピクシーズ/ラウド・クァイエット・ラウド（ アメリカ合衆国）
  - カンバセーションズ（ アメリカ合衆国・ イギリス）
  - 世界最速のインディアン（ ニュージーランド・ アメリカ合衆国）
  - 墨攻（ 中国・ 日本・ 香港・ 韓国）
  - 動・響・光 (Ugoki・Hibiki・Hikari) director's cut（ 日本）
  - スターフィッシュホテル（ 日本）
  - 幽閉者 (テロリスト)（ 日本）
  - Dear Friends（ 日本）
  - 日常 恋の声（ 日本）
  - フリージア（ 日本）
- 5日
  - セレブが結婚したい13の悪魔（ 日本）
- 9日
  - メタルマクベス（ 日本）
- 10日
  - モーツァルトとクジラ（ アメリカ合衆国）
  - 守護神（ アメリカ合衆国）
  - Gガール 破壊的な彼女（ アメリカ合衆国）
  - DOA/デッド・オア・アライブ（ アメリカ合衆国・ ドイツ・ イギリス）
  - 華麗なる恋の舞台で（ カナダ・ アメリカ合衆国・ ハンガリー・ イギリス）
  - FAKERS/フェイカーズ（ イギリス・ スペイン）
  - 善き人のためのソナタ（ ドイツ）
  - あなたになら言える秘密のこと（ スペイン）
  - 聴かれた女（ 日本）
  - 長州ファイブ（ 日本）
  - 天国は待ってくれる（ 日本）
  - となり町戦争（ 日本）
  - バブルへGO!! タイムマシンはドラム式（ 日本）
- 17日
  - ドリームガールズ（ アメリカ合衆国）
  - ジョー・キッド・オン・ア・スティングレイ（ アメリカ合衆国）
  - チョムスキーとメディア マニュファクチャリング・コンセント（ カナダ）
  - 孔雀 -我が家の風景-（ 中国）
  - 不機嫌な男たち（ 韓国）
  - エクステ（ 日本）
  - 官能小説（ 日本）
  - キャプテントキオ（ 日本）
  - saru phase three（ 日本）
  - ジョジョの奇妙な冒険 ファントムブラッド（ 日本）
- 24日
  - ボッスン・ナップ（ アメリカ合衆国）
  - ボビー（ アメリカ合衆国）
  - パパにさよならできるまで（ イギリス・ ドイツ）
  - エンマ（ 日本）
  - カインの末裔（ 日本）
  - さくらん（ 日本）
  - 叫（ 日本）
  - 素敵な夜、ボクにください（ 日本）
  - NARA奈良美智との旅の記録（ 日本）
  - 僕の彼女とその彼氏 (ゆうれい) Drop in Ghost/TWILIGHT FILE III（ 日本）
  - 松ヶ根乱射事件（ 日本）

### 3月
- 3日
  - ゴーストライダー（ アメリカ合衆国）
  - 今宵、フィッツジェラルド劇場で（ アメリカ合衆国）
  - ダウト（ アメリカ合衆国）
  - ネバー・サレンダー/肉弾凶器（ アメリカ合衆国）
  - パフューム ある人殺しの物語（ ドイツ・ フランス・ スペイン）
  - パリ、ジュテーム（ フランス・ ドイツ・ リヒテンシュタイン・ スイス）
  - 秒速5センチメートル（ 日本）
  - 蒼き狼 〜地果て海尽きるまで〜（ 日本・ モナコ）
  - フランドン農学校の尾崎さん（ 日本）
  - 夢十夜 海賊版（ 日本）
  - 龍が如く 劇場版（ 日本）
  - ONE PIECE エピソードオブアラバスタ 砂漠の王女と海賊たち（ 日本）
- 10日
  - ラストキング・オブ・スコットランド（ アメリカ合衆国・ イギリス）
  - 約束の旅路（ フランス）
  - サン・ジャックへの道（ フランス）
  - パラダイス・ナウ（ フランス・ ドイツ・ オランダ・ パレスチナ）
  - 相棒 シティ・オブ・バイオレンス（ 韓国）
  - キリマンジャロ（ 韓国）
  - インディアン・サマー（ 韓国）
  - 血も涙もなく（ 韓国）
  - 許されざるもの（ 韓国）
  - 絶対の愛（ 韓国・ 日本）
  - 大野一雄 ひとりごとのように（ 日本）
  - ケータイ刑事 THE MOVIE2 石川五右衛門一族の陰謀〜決闘!ゴルゴダの森（ 日本）
  - バッテリー（ 日本）
  - Presents うに煎餅（ 日本）
  - ドラえもん のび太の新魔界大冒険 〜7人の魔法使い〜（ 日本/アニメ）
  - 約束の地に咲く花/TWILIGHT FILE III（ 日本）
- 17日
  - ナイト ミュージアム（ アメリカ合衆国）
  - デジャヴ（ アメリカ合衆国）
  - ステップ・アップ（ アメリカ合衆国）
  - ポイント45（ アメリカ合衆国）
  - ポートレイツ・オブ・ジャマイカン・ミュージック（ フランス）
  - 春のめざめ（ ロシア）
  - ハッピー フィート（ オーストラリア・ アメリカ合衆国/アニメ）
  - フランシスコの2人の息子（ ブラジル）
  - ナヴァラサ（ インド）
  - アンフェア the movie（ 日本）
  - Water（ 日本）
  - 口裂け女（ 日本）
  - キトキト!（ 日本）
  - 棚の隅（ 日本）
  - 東京の嘘（ 日本）
  - 渋谷区円山町（ 日本）
  - 超劇場版ケロロ軍曹2 深海のプリンセスであります!（ 日本/アニメ）
  - ちびケロ ケロボールの秘密!?（ 日本/アニメ）
  - 秘密結社 鷹の爪 THE MOVIE ～総統は二度死ぬ～（ 日本）
- 21日
  - オシャレ魔女〜ラブandベリー しあわせのまほう（ 日本）
  - 甲虫王者ムシキング スーパーバトルムービー ～闇の改造甲虫～（ 日本）
- 24日
  - ホリデイ（ アメリカ合衆国）
  - ユアン少年と小さな英雄（ イギリス）
  - ダブルオー・ゼロ（ フランス）
  - 素粒子（ ドイツ）
  - マリアの受難（ ドイツ）
  - クロッシング・ザ・ブリッジ ～サウンド オブ イスタンブール～（ ドイツ・ トルコ）
  - ブラックブック（ オランダ・ ドイツ・ イギリス・ ベルギー）
  - 黒い眼のオペラ（ 台湾・ フランス・ オーストラリア）
  - 紅い鞄 モォトゥオ探検隊（ 中国）
  - アルゼンチンババア（ 日本）
  - クローズ・ユア・マインド ～馬熊横町～/TWILIGHT FILE III（ 日本）
  - 電撃BOPのセクシーマザーファッカーズに!!（ 日本）
  - ひいろ（ 日本）
  - ヘレンケラーを知っていますか?（ 日本）
  - 蟲師（ 日本）
- 26日
  - FAKERS/フェイカーズ 4日間で借金を返す法 ( イギリス)
- 31日
  - プリティ・ライフ パリス・ヒルトンの学園天国（ アメリカ合衆国）
  - ポリス インサイド・アウト（ アメリカ合衆国）
  - 情痴 アヴァンチュール（ フランス・ ベルギー）
  - 映画館の恋（ 韓国）
  - SMILE 人が人を愛する旅（ 日本）
  - あかね空（ 日本）
  - 世界はときどき美しい（ 日本）
  - 鉄人28号 白昼の残月（ 日本）
  - 檸檬のころ（ 日本）
  - 忍者（ 日本・ 香港・ 中国）

### 4月
- 7日
  - キャラウェイ（ 日本）
  - オール・ザ・キングスメン（ アメリカ合衆国）
  - ブラッド・ダイヤモンド（ アメリカ合衆国）
  - ママの遺したラヴソング（ アメリカ合衆国）
  - 13/ザメッティ（ フランス・ ジョージア）
  - プロジェクトBB（ 香港）
  - 黄色い涙（ 日本）
  - 大帝の剣（ 日本）
  - ふるさと-JAPAN（ 日本）
- 14日
  - ブリック（ アメリカ合衆国）
  - ザッツ・ザ・ウェイ・オブ・ザ・ワールド（ アメリカ合衆国）
  - サンシャイン 2057（ イギリス）
  - クィーン（ イギリス）
  - 輝ける女たち（ フランス）
  - ツォツィ（ 南アフリカ共和国）
  - ボンボン （ アルゼンチン）
  - かちこみ! ドラゴン・タイガー・ゲート ( 香港)
  - おまえを逮捕する（ 韓国）
  - 恋しくて（ 日本）
  - 東京タワー オカンとボクと、時々、オトン（ 日本）
- 20日
  - ロッキー・ザ・ファイナル（ アメリカ合衆国）
- 21日
  - こわれゆく世界の中で（ アメリカ合衆国）
  - ラブソングができるまで（ アメリカ合衆国）
  - アンユージュアル・サスペクツ（ アメリカ合衆国）
  - ハンニバル・ライジング（ アメリカ合衆国）
  - リンガー! 替え玉★選手権（ アメリカ合衆国）
  - サイレンサー（ アメリカ合衆国）
  - ドレスデン、運命の日（ ドイツ）
  - ロストロポーヴィチ 人生の祭典（ ロシア）
  - 明日、君がいない（ オーストラリア）
  - フライ・ダディ（ 韓国）
  - 机のなかみ（ 日本）
  - 神童（ 日本）
  - みづうみ（ 日本）
  - 無垢なモノ my simple things（ 日本）
  - 星影のワルツ（ 日本）
  - デコトラの鷲 其の四 愛と涙の男鹿半島（ 日本）
  - アボン・小さい家（ 日本・ フィリピン）
  - クレヨンしんちゃん 嵐を呼ぶ 歌うケツだけ爆弾!（ 日本/アニメ）
  - 名探偵コナン 紺碧の棺（ 日本/アニメ）
  - 電撃文庫ムービーフェスティバル（ 日本）
    - 劇場版 灼眼のシャナ
    - キノの旅 病気の国-For You-
    - いぬかみっ! THE MOVIE 特命霊的捜査官・仮名史郎っ!
- 28日
  - バベル（ アメリカ合衆国）
  - ライフ・イズ・ベースボール（ アメリカ合衆国）
  - ザ・ライド ハワイアン・ビーチ・ストーリー（ アメリカ合衆国）
  - ダフト・パンク エレクトロマ（ イギリス）
  - 恋愛睡眠のすすめ（ フランス）
  - フランドル（ フランス）
  - ストリングス〜愛と絆の旅路〜（ デンマーク）
  - モンゴリアン・ピンポン（ 中国）
  - イノセントワールド -天下無賊-（ 中国）
  - 胡同愛歌（ 中国）
  - 鰐（ 韓国）
  - ゲゲゲの鬼太郎（ 日本）
  - 学校の階段（ 日本）
  - 荒くれKNIGHT（ 日本）
  - 想い出の渚（ 日本）
  - 地球交響曲第六番（ 日本）
  - あしたの私のつくり方（ 日本）
  - 真救世主伝説 北斗の拳 ラオウ伝 激闘の章（ 日本/アニメ）

### 5月
- 1日
  - スパイダーマン3（ アメリカ合衆国）
- 5日
  - The焼肉ムービー プルコギ（ 日本）
  - メイド 冥土（ 日本）
- 12日
  - 赤い文化住宅の初子（ 日本）
  - アメリカンパスタイム 俺たちの星条旗（ アメリカ合衆国）
  - 俺は、君のためにこそ死ににいく（ 日本）
  - 歌謡曲だよ、人生は（ 日本）
  - 公安警察捜査官（ 日本）
  - 五重塔（ 日本）
  - スモーキン・エース/暗殺者がいっぱい（ アメリカ合衆国）
  - 0からの風（ 日本）
  - ドリーム・クルーズ（ 日本）
  - 初雪の恋 ヴァージン・スノー（ 日本・ 韓国）
  - 眉山-びざん-（ 日本）
  - LOVEDEATH-ラブデス-（ 日本）
- 19日
  - アパートメント（ 韓国）
  - 巨乳をビジネスにした男（ 日本）
  - 寂しい時は抱きしめて（ カナダ）
  - JUST FOR KICKS ジャスト・フォー・キックス（ フランス・ アメリカ合衆国/ドキュメンタリー）
  - 14歳 ( 日本)
  - 主人公は僕だった（ アメリカ合衆国）
  - 新SOS大東京探検隊（ 日本/アニメ）
  - パッチギ! LOVE&PEACE（ 日本）
  - リーピング（ アメリカ合衆国）
- 25日
  - パイレーツ・オブ・カリビアン/ワールド・エンド（ アメリカ合衆国）
- 26日
  - インビジブル・ウェーブ（ タイ・ オランダ・ 香港・ 韓国）
  - 毛皮のエロス ダイアン・アーバス 幻想のポートレイト（ アメリカ合衆国）
  - GOAL!2（ イギリス）
  - コマンダンテ（ アメリカ合衆国）
  - しゃべれどもしゃべれども（ 日本）
  - 16［jyu-roku］（ 日本）
  - Zero WOMAN R 警視庁0課の女欲望の代償（ 日本）
  - 低開発の記憶-メモリアス-（ キューバ）
  - 日が暮れても彼女と歩いてた（ 日本）
  - ひめゆり（ 日本/ドキュメンタリー）
  - Blue Labyrinth ブルーラビリンス（ 日本）
  - ボラット 栄光ナル国家カザフスタンのためのアメリカ文化学習（ アメリカ合衆国）

### 6月
- 1日
  - ザ・シューター/極大射程（ アメリカ合衆国）
- 2日
  - 鉄板英雄伝説（ アメリカ合衆国）
  - スケッチ・オブ・フランク・ゲーリー（ アメリカ合衆国/ドキュメンタリー）
  - あるスキャンダルの覚え書き（ イギリス）
  - アカデミー（ オーストラリア・ 日本）
  - 女帝 [エンペラー]（ 中国・ 香港）
  - 監督・ばんざい!（ 日本）
  - そのときは彼によろしく（ 日本）
  - 大日本人（ 日本）
  - 映画は生きものの記録である 土本典昭の仕事（ 日本）
  - ウミヒコヤマヒコマイヒコ（ 日本）
  - ADOR（ 日本）
  - 東京小説 乙桜学園祭（ 日本）
  - 終わりよければすべてよし（ 日本/ドキュメンタリー）
- 9日
  - 300 〈スリーハンドレッド〉（ アメリカ合衆国）
  - アポカリプト（ アメリカ合衆国）
  - プレステージ（ アメリカ合衆国）
  - ストーン・カウンシル（ フランス）
  - それでも生きる子供たちへ（ イタリア・ フランス）
  - レベル・サーティーン（ タイ）
  - 選挙（ 日本）
  - 恋する日曜日 私。恋した（ 日本）
  - テレビばかり見てると馬鹿になる（ 日本）
  - Watch with Me 〜卒業写真〜（ 日本）
- 16日
  - ゾディアック（ アメリカ合衆国）
  - ハリウッドランド（ アメリカ合衆国）
  - ストレンジャー・コール（ アメリカ合衆国）
  - ブリッジ（ アメリカ合衆国/ドキュメンタリー）
  - 雲南の少女 ルオマの初恋（ 中国）
  - 舞妓Haaaan!!!（ 日本）
  - ラストラブ（ 日本）
  - ふぞろいな秘密（ 日本）
  - ITバブルと寝た女たち（ 日本）
  - キサラギ（ 日本）
  - 垂乳女 Tarachime（ 日本）
  - アコークロー（ 日本）
  - きみにしか聞こえない（ 日本）
- 23日
  - ラッキー・ユー（ アメリカ合衆国）
  - エマニュエルの贈りもの（ アメリカ合衆国/ドキュメンタリー）
  - イラク 狼の谷（ トルコ）
  - ジェイムズ聖地へ行く（ イスラエル）
  - リサイクル -死界-（ 香港・ タイ）
  - アヒルと鴨のコインロッカー（ 日本）
  - 憑神（ 日本）
  - 転校生-さよなら あなた-（ 日本）
  - 殯の森（ 日本）
  - サイドカーに犬（ 日本）
  - 図鑑に載ってない虫（ 日本）
- 29日
  - ダイ・ハード4.0（ アメリカ合衆国）
- 30日
  - シュレック3（ アメリカ合衆国/アニメ）
  - 100万ドルのホームランボール 捕った!盗られた!訴えた!（ アメリカ合衆国/ドキュメンタリー）
  - GLASTONBURY　グラストンベリー（ アメリカ合衆国・ イギリス/ドキュメンタリー）
  - 石の微笑（ フランス）
  - そして、デブノーの森へ（ フランス・ イタリア・ スイス）
  - マルチェロ・マストロヤンニ 甘い追憶（ イタリア）
  - ボルベール〈帰郷〉（ スペイン）
  - 不完全なふたり（ 日本・ フランス）
  - 吉祥天女（ 日本）
  - 人間椅子（ 日本）

### 7月
- 7日
  - アドレナリン（ アメリカ合衆国）
  - 封印殺人映画（ アメリカ合衆国/ドキュメンタリー）
  - 街のあかり（ フィンランド）
  - スクリーミング・マスターピース（ アイスランド）
  - 傷だらけの男たち（ 香港）
  - 腑抜けども、悲しみの愛を見せろ（ 日本）
  - こわい童謡 表の章（ 日本）
  - ドルフィンブルー フジ、もういちど宙へ（ 日本）
  - 屋根裏の散歩者（ 日本）
  - Genius Party＜ジーニアス・パーティ＞（ 日本/アニメ）
- 8日
  - 艶恋師（ 日本）
- 14日
  - ファウンテン 永遠につづく愛（ アメリカ合衆国）
  - レッスン!（ アメリカ合衆国）
  - 童貞ペンギン（ アメリカ合衆国）
  - ルネッサンス（ フランス・ イギリス・ ルクセンブルク/アニメ）
  - 魔笛（ イギリス）
  - イタリア的、恋愛マニュアル（ イタリア）
  - 私たちの幸せな時間（ 韓国）
  - 西遊記（ 日本）
  - ラザロ -LAZARUS-（ 日本）
  - 劇場版ポケットモンスター ダイヤモンド&パール ディアルガVSパルキアVSダークライ（ 日本/アニメ）
  - それいけ!アンパンマン シャボン玉のプルン（ 日本/アニメ）
  - プライド in ブルー（ 日本/ドキュメンタリー）
- 20日
  - ハリー・ポッターと不死鳥の騎士団（ アメリカ合衆国・ イギリス）
- 21日
  - インランド・エンパイア（ アメリカ合衆国）
  - フリーダム・ライターズ（ アメリカ合衆国）
  - ゴースト・ハウス（ アメリカ合衆国）
  - マラノーチェ（ アメリカ合衆国）
  - ブラインドサイト〜小さな登山者たち〜（ イギリス/ドキュメンタリー）
  - アズールとアスマール（ フランス/アニメ）
  - 幸せの絆（ 中国）
  - クレイジー･ストーン ～翡翠狂騒曲～（ 中国）
  - デス・オブ・ア・ダイナスティ/HIP HOPは死なないぜ!（ 日本）
  - TOKKO -特攻-（ 日本）
  - 馬頭琴夜想曲（ 日本）
  - 県警強行殺人班 鬼哭の戦場（ 日本）
  - ピアノの森（ 日本/アニメ）
- 28日
  - リトル・チルドレン（ アメリカ合衆国）
  - レミーのおいしいレストラン（ アメリカ合衆国/アニメ）
  - オープン・ウォーター2（ ドイツ）
  - フロストバイト（ スウェーデン）
  - モン族の少女 パオの物語（ ベトナム）
  - 夕凪の街 桜の国（ 日本）
  - こわい童謡 裏の章（ 日本）
  - 天然コケッコー（ 日本）
  - 河童のクゥと夏休み（ 日本）
  - えんどうの花（ 日本）
  - 陸に上がった軍艦（ 日本）
  - ヒロシマナガサキ（ 日本/ドキュメンタリー）
  - belief（ 日本/ドキュメンタリー）

### 8月
- 4日
  - アフロ・パンク（ アメリカ合衆国）
  - おやすみ、クマちゃん（ ポーランド）
  - 怪談（ 日本）
  - カート・コバーン アバウト・ア・サン（ アメリカ合衆国）
  - 消えた天使（ アメリカ合衆国）
  - 劇場版 仮面ライダー電王 俺、誕生!（ 日本）
  - 劇場版 NARUTO -ナルト- 疾風伝（ 日本/アニメ）
  - 彩恋 SAI-REN（ 日本）
  - ディス・イズ・ボサノヴァ（ ブラジル）
  - 電影版 獣拳戦隊ゲキレンジャー ネイネイ!ホウホウ!香港大決戦（ 日本）
  - トランスフォーマー（ アメリカ合衆国）
  - プロヴァンスの贈りもの（ アメリカ合衆国）
  - 水になった村（ 日本）
- 10日
  - オーシャンズ13（ アメリカ合衆国）
- 11日
  - 怪談・牡丹燈籠 もっともっと、愛されたかった。（ 日本）
  - 呪怨 パンデミック（ アメリカ合衆国）
  - ドッグ・バイト・ドッグ（ 香港）
  - トランシルヴァニア（ フランス）
  - ブラッド（ アメリカ合衆国）
- 18日
  - 阿波DANCE（ 日本）
  - キャプテン（ 日本）
  - 純愛 JUN-AI（ 日本・ 中国）
  - スプリング☆デイズ（ 日本）
  - 大ちゃん、大好き。（ 日本）
  - 長江哀歌（ 中国）
  - 伝染歌（ 日本）
  - Tokyo Real（ 日本）
  - 遠くの空に消えた（ 日本）
  - 22才の別れ Lycoris 葉見ず花見ず物語（ 日本）
  - プライス タグ（ 日本）
  - ベクシル 2077日本鎖国（ 日本）
  - WHITE MEXICO ホワイト・メキシコ
  - 酔いどれ詩人になるまえに（ アメリカ合衆国・ ノルウェー）
- 24日
  - グラインドハウス（ アメリカ合衆国）
- 25日
  - 親父（ 日本）
  - 月下美人（ 日本）
  - 恋するマドリ（ 日本）
  - シッコ（ アメリカ合衆国）
  - ショートバス（ アメリカ合衆国）
  - スピードマスター（ 日本）
  - TAXi④（ フランス）
  - たとえ世界が終わっても（ 日本）
  - 厨房で逢いましょう（ ドイツ・ スイス）
  - 童貞。をプロデュース（ 日本）
  - Life 天国で君に逢えたら（ 日本）
  - ラッシュアワー3（ アメリカ合衆国）
  - 私のちいさなピアニスト（ 韓国）

### 9月
- 1日
  - ウィッカーマン（ アメリカ合衆国）
  - 恋とスフレと娘とわたし（ アメリカ合衆国）
  - デス・プルーフ in グラインドハウス（ アメリカ合衆国）
  - ブラック・スネーク・モーン（ アメリカ合衆国）
  - ファイアー・ドッグ 消防犬デューイの大冒険（ アメリカ合衆国）
  - PUNK'S NOT DEAD（ アメリカ合衆国/ドキュメンタリー）
  - チャーリーとパパの飛行機（ フランス）
  - 明るい瞳（ フランス）
  - ワン・デイ・イン・ヨーロッパ（ ドイツ・ スペイン）
  - オフサイド・ガールズ（ イラン）
  - ルーツ・タイム（ ジャマイカ・ アルゼンチン）
  - フローズンライフ（ 日本）
  - ヱヴァンゲリヲン新劇場版:序（ 日本/アニメ）
- 8日
  - ホステル2（ アメリカ合衆国）
  - ミリキタニの猫（ アメリカ合衆国/ドキュメンタリー）
  - LONDON CALLING/ザ・ライフ・オブ・ジョー・ストラマー（ アイルランド・ イギリス/ドキュメンタリー）
  - ミルコのひかり（ イタリア）
  - 釣りバカ日誌18 ハマちゃんスーさん瀬戸の約束（ 日本）
  - ワルボロ（ 日本）
  - GROW 愚郎（ 日本）
  - そんな無茶な!（ 日本）
  - 一万年、後....。（ 日本）
  - サッド ヴァケイション（ 日本）
  - HERO（ 日本）
  - 人が人を愛することのどうしようもなさ（ 日本）
- 15日
  - ストンプ・ザ・ヤード（ アメリカ合衆国）
  - キャプティビティ（ アメリカ合衆国）
  - ミス・ポター（ アメリカ合衆国・ イギリス）
  - 題名のない子守唄（ イタリア）
  - サイボーグでも大丈夫（ 韓国）
  - Mayu -ココロの星-（ 日本）
  - 天国からのラブレター（ 日本）
  - 壁男（ 日本）
  - スキヤキ・ウエスタン ジャンゴ（ 日本）
  - M（ 日本）
  - 包帯クラブ（ 日本）
  - CLANNAD-クラナド-（ 日本/アニメ）
- 21日
  - ファンタスティック・フォー:銀河の危機（ アメリカ合衆国・ ドイツ）
- 22日 
  - アーサーとミニモイの不思議な国（ フランス）
  - プラネット・テラー in グラインドハウス（ アメリカ合衆国）
  - さらば、ベルリン（ アメリカ合衆国）
  - ヴォイス・オブ・ヘドウィグ（ アメリカ合衆国/ドキュメンタリー）
  - TOO TOUGH TO DIE（ アメリカ合衆国/ドキュメンタリー）
  - サルバドールの朝（ スペイン・ イギリス）
  - キャンディ（ オーストラリア）
  - 夜の上海（ 日本・ 中国）
  - めがね（ 日本）
  - ボーイ・ミーツ・プサン（ 日本）
  - 劇場版 アクエリオン（ 日本/アニメ）
- 29日
  - 幸せのレシピ（ アメリカ合衆国）
  - パーフェクト・ストレンジャー（ アメリカ合衆国）
  - ヒルズ・ハブ・アイズ（ アメリカ合衆国）
  - ディテクティヴ（ アメリカ合衆国）
  - エディット・ピアフ〜愛の讃歌〜（ フランス・ チェコ・ イギリス）
  - クローズド・ノート（ 日本）
  - バウムクーヘン（ 日本）
  - 裸 over8（ 日本）
  - Mayu -ココロの星-（ 日本）
  - 探偵物語（ 日本）
  - 天使がくれたもの（ 日本）
  - ストレンヂア 無皇刃譚（ 日本/アニメ）

### 10月
- 6日
  - アリーナロマンス（ 日本）
  - Wiz/Out（ 日本）
  - エアギター エピソード ゼロ（ アメリカ合衆国/ドキュメンタリー）
  - 朧の森に棲む鬼（ 日本）
  - カタコンベ（ アメリカ合衆国）
  - サウスバウンド（ 日本）
  - 白い馬の季節（ 中国）
  - 白椿（ 日本）
  - 大統領暗殺（ イギリス）
  - 虹色ハーモニー 〜マイ・レインボウ・マン〜/TWILIGHT FILE IV（ 日本）
  - パンズ・ラビリンス（ メキシコ・ スペイン・ アメリカ合衆国）
  - 北極のナヌー（ アメリカ合衆国/ドキュメンタリー）
  - 待つ女（ フランス）
  - 未来予想図 〜ア・イ・シ・テ・ルのサイン〜（ 日本）
  - ラズベリー・ライヒ（ ドイツ・ カナダ）
  - リトル・レッド レシピ泥棒は誰だ!?（ アメリカ合衆国/アニメ）
  - ローグ アサシン（ アメリカ合衆国）
  - ロケットマン!（ タイ）
  - 私の胸の思い出（ 香港）
- 13日
  - カンフー無敵（ 香港）
  - キングダム/見えざる敵（ アメリカ合衆国）
  - 黒帯 KURO-OBI（ 日本）
  - サディスティック・ミカ・バンド（ 日本/ドキュメンタリー）
  - スポーツキル 地獄の殺戮ショー（ アメリカ合衆国）
  - 0093 女王陛下の草刈正雄（ 日本）
  - ダイアナ 〜プリンセス最期の日々〜（ イギリス/ドキュメンタリー）
  - バタフライ・エフェクト2（ アメリカ合衆国）
  - ヒルズ・ハブ・アイズ2 （ アメリカ合衆国）
  - ふみ子の海（ 日本）
  - 僕がいない場所（ ポーランド）
  - レター 僕を忘れないで（ タイ）
- 20日
  - インベージョン（ アメリカ合衆国）
  - グッド・シェパード（ アメリカ合衆国）
  - クワイエットルームにようこそ（ 日本）
  - 「サクゴエ」（ 日本）
  - 逃亡くそたわけ~21才の夏（ 日本）
  - ナルコ（ フランス）
  - 初戀 Hatsu-Koi（ 日本）
  - ヒートアイランド（ 日本）
  - ヘアスプレー（ アメリカ合衆国）
- 27日
  - 愛の言霊（ 日本）
  - アフター・ウェディング（ デンマーク）
  - AFRO SAMURAI アフロサムライ（ アメリカ合衆国・ 日本/アニメ）
  - アレックス・ライダー ( ドイツ・ アメリカ合衆国・ イギリス)
  - ヴィーナス（ イギリス）
  - ガイサンシーとその姉妹たち（ 日本/ドキュメンタリー）
  - クローズZERO（ 日本）
  - この道は母へとつづく ( ロシア)
  - 自虐の詩 （ 日本）
  - スターダスト（ アメリカ合衆国・ イギリス）
  - 1303号室（ 日本）
  - 象の背中（ 日本）
  - ゾンビーノ（ カナダ）
  - タロットカード殺人事件（ イギリス・ アメリカ合衆国）
  - 沈黙のステルス（ アメリカ合衆国）
  - ハダカの城 ～西宮冷蔵･水谷洋一～（ 日本/ドキュメンタリー）
  - 犯人に告ぐ（ 日本）
  - ヒミコさん（ 日本）
  - ブレイブ ワン（ アメリカ合衆国）
  - 真夜中のマーチ（ 日本）

### 11月
- 3日
  - 青空のルーレット（ 日本）
  - ヴィットリオ広場のオーケストラ ( イタリア/ドキュメンタリー)
  - ALWAYS 続・三丁目の夕日（ 日本）
  - オリヲン座からの招待状（ 日本）
  - 恋空（ 日本）
  - 国道20号線（ 日本）
  - soeur~スール~TWILIGHT FILE IV（ 日本）
  - ノートに眠った願いごと（ 韓国）
  - バイオハザードIII（ アメリカ合衆国）
  - 北京の恋 四郎探母（ 中国）
  - 鳳凰 わが愛（ 日本・ 中国）
  - 僕のピアノコンチェルト（ スイス）
  - ラ・ヴァレ（ フランス）
  - レディ・チャタレー（ フランス・ ベルギー・ イギリス）
  - ONCE ダブリンの街角で（ アイルランド）
- 10日
  - Yes!プリキュア5 鏡の国のミラクル大冒険!（ 日本/アニメ）
  - いのちの食べかた（ ドイツ・ オーストリア/ドキュメンタリー）
  - カルラのリスト（ スイス/ドキュメンタリー）
  - 花蓮の夏（ 台湾）
  - 観察 永遠に君をみつめて（ 日本）
  - コンナオトナノオンナノコ（ 日本）
  - 真・女立喰師列伝（ 日本）
  - 超立体映画 ゾンビ3D（ アメリカ合衆国）
  - 沈黙の激突（ アメリカ合衆国）
  - ディスタービア（ アメリカ合衆国）
  - 転々（ 日本）
  - トウキョウ・守護天使（ 日本）
  - FUCK（ アメリカ合衆国/ドキュメンタリー）
  - ボーン・アルティメイタム（ アメリカ合衆国）
  - 4分間のピアニスト（ ドイツ）
  - マッシュルーム・クラブ（ アメリカ合衆国/ドキュメンタリー）
  - やじきた道中 てれすこ（ 日本）
  - 琉球カウボーイ、よろしくゴザイマス。（ 日本）
  - ロンリーハート（ アメリカ合衆国）
- 15日
  - 特集：冬のソナタ＜完全版＞（ 韓国）
- 17日
  - ウエイトレス 〜おいしい人生のつくりかた（ アメリカ合衆国）
  - カフカ 田舎医者（ 日本/アニメ）
  - 君の涙 ドナウに流れ ハンガリー1956（ ハンガリー）
  - 呉清源 極みの棋譜（ 中国）
  - 新・あつい壁（ 日本）
  - ソウ4（ アメリカ合衆国）
  - 富江VS富江（ 日本）
  - フライボーイズ（ アメリカ合衆国）
  - ブレードランナー ファイナルカット（ アメリカ合衆国）
  - ボビーZ（ アメリカ合衆国）
  - 眠り姫（ 日本/アニメ）
  - モーテル（ アメリカ合衆国）
- 23日
  - ナンバー23（ アメリカ合衆国）
  - マイティ・ハート/愛と絆（ アメリカ合衆国）
  - 肩ごしの恋人（ 韓国）
  - 約束（ 韓国）
  - ROBO☆ROCK（ 日本）
  - ミッドナイト・イーグル（ 日本）
- 24日
  - 愛の予感（ 日本）
  - アヴリルの恋（ フランス）
  - カーネーション/ROCK LOVE ( 日本/ドキュメンタリー)
  - 沈黙の報復（ アメリカ合衆国）
  - NOVEM ノヴェム（ アメリカ合衆国）
  - ヒッチャー（ アメリカ合衆国）
  - ライセンス・トゥ・ウェディング（ アメリカ合衆国）

### 12月
- 1日
  - ブラザーサンタ（ アメリカ合衆国）
  - マリア（ アメリカ合衆国）
  - ダーウィン・アワード（ アメリカ合衆国）
  - ベオウルフ/呪われし勇者（ アメリカ合衆国）
  - ディセンバー・ボーイズ（ アメリカ合衆国）
  - マグナム・フォト 世界を変える写真家たち（ ドイツ/ドキュメンタリー）
  - ここに幸あり（ フランス・ イタリア・ ロシア）
  - ある愛の風景（ デンマーク）
  - サラエボの花（ボスニア・ヘルツェゴヴィナ）
  - XX（エクスクロス） 魔境伝説（ 日本）
  - 本日の猫事情（ 日本）
  - 椿三十郎（ 日本）
  - 劇場版 空の境界 第一章 俯瞰風景（ 日本）
  - おそいひと（ 日本）
  - シアトリカル 唐十郎と劇団唐組の記録（ 日本）
- 8日
  - スリザー（ アメリカ合衆国）
  - PEACE BED アメリカVSジョン・レノン（ アメリカ合衆国/ドキュメンタリー）
  - ペレを買った男（ アメリカ合衆国・ イギリス/ドキュメンタリー）
  - やわらかい手（ イギリス・ フランス・ ベルギー・ ドイツ）
  - エンジェル（ イギリス・ フランス・ ベルギー）
  - マリッジリング（ 日本）
  - マリと子犬の物語（ 日本）
  - やる気まんまん（ 日本）
  - 妄想少女オタク系（ 日本）
  - ホッテントットエプロン-スケッチ（ 日本）
- 14日
  - アイ・アム・レジェンド（ アメリカ合衆国）
- 15日
  - ベティ・ペイジ（ アメリカ合衆国）
  - 地球外生命体捕獲（ アメリカ合衆国）
  - 食の未来（ アメリカ合衆国/ドキュメンタリー）
  - バレエ・リュス 踊る歓び、生きる歓び（ アメリカ合衆国/ドキュメンタリー）
  - ザ・シンプソンズ MOVIE（ アメリカ合衆国/アニメ）
  - サーフズ・アップ（ アメリカ合衆国/アニメ）
  - チャプター27（ カナダ・ アメリカ合衆国）
  - ゼロ時間の謎（ フランス）
  - わが幼少時代のポルト（ ポルトガル・ フランス）
  - 夜顔（ ポルトガル・ フランス）
  - 眠れる美女（ ドイツ）
  - 中国の植物研究者の娘たち（ 中国）
  - カンナさん大成功です!（ 韓国）
  - ユゴ 大統領有故（ 韓国）
  - スマイル 聖夜の奇跡（ 日本）
  - ジャーマン+雨（ 日本）
  - イッツ・ア・ニューデイ（ 日本）
  - Little DJ〜小さな恋の物語（ 日本）
  - えいがでとーじょー! たまごっち ドキドキ! うちゅーのまいごっち!?（ 日本/アニメ）
- 21日
  - ナショナル・トレジャー/リンカーン暗殺者の日記（ アメリカ合衆国）
- 22日
  - 再会の街で（ アメリカ合衆国）
  - 俺たちフィギュアスケーター（ アメリカ合衆国）
  - その名にちなんで（ アメリカ合衆国）
  - パルス（ アメリカ合衆国）
  - 光の六つのしるし（ アメリカ合衆国）
  - エンドゲーム 大統領最期の日（ アメリカ合衆国）
  - チャーリー・チャップリン ライフ・アンド・アート（ アメリカ合衆国/ドキュメンタリー）
  - ルイスと未来泥棒（ アメリカ合衆国/アニメ）
  - ひつじのショーン（ イギリス/アニメ）
  - はじらい（ フランス）
  - ペルセポリス（ フランス/アニメ）
  - 線路と娼婦とサッカーボール（ スペイン/ドキュメンタリー）
  - 暗殺 リトビネンコ事件（ ロシア/ドキュメンタリー）
  - 迷子の警察音楽隊（ イスラエル・ フランス）
  - 茶々 天涯の貴妃（ 日本）
  - ねずみ物語 〜ジョージとジェラルドの冒険〜（ 日本）
  - 魍魎の匣（ 日本）
  - グミ・チョコレート・パイン（ 日本）
  - かぞくのひけつ（ 日本）
  - 風の外側（ 日本）
  - 北辰斜にさすところ（ 日本）
  - シナモン the movie（ 日本/アニメ）
  - 劇場版BLEACH The DiamondDust Rebellion もう一つの氷輪丸（ 日本/アニメ）
- 28日
  - AVP2 エイリアンズVS.プレデター（ アメリカ合衆国）
- 29日
  - 劇場版 空の境界 第二章 殺人考察(前)（ 日本）